# 1295 Deflotte
1295 Deflotte (1933 WD) là một tiểu hành tinh nằm phía ngoài của vành đai chính được phát hiện ngày 25 tháng 11 năm 1933 bởi Louis Boyer ở Algiers.